# Gare de Sukumo
La gare de Sukumo (宿毛駅, Sukumo-eki) est une gare ferroviaire japonaise, terminus de la ligne Sukumo (à voie unique et étroite 1 067 mm), située sur le territoire de la ville de Sukumo, dans la préfecture de Kōchi au sud de l'île Shikoku.
C'est une gare voyageurs de la Tosa Kuroshio Railway, desservie par les trains voyageurs Local et Limited Express.

## Situation ferroviaire

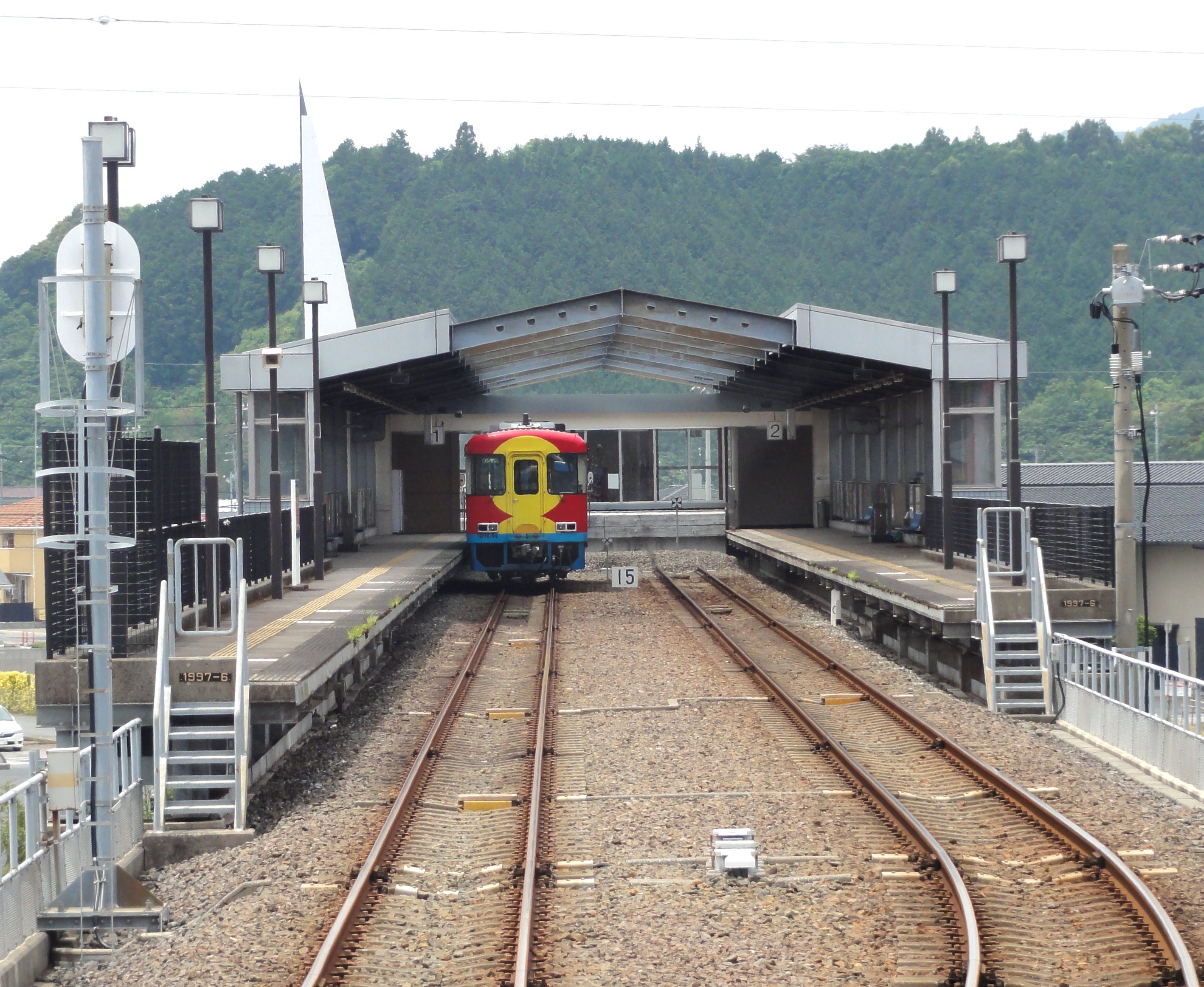
La gare et ses deux voies en impasse.

Établie à 6 mètres d'altitude, la gare terminus de Sukumo (TK47) est située au point kilométrique (PK) 23,6 de la ligne Sukumo (à voie unique et étroite 1 067 mm), après la gare de Higashi-Sukumo.
C'est une gare en cul-de-sac qui dispose de deux voies avec butoir dans la gare.

## Histoire
La gare de Hirata est mise en service le 1er octobre 1997, lors de l'ouverture à l'exploitation de la ligne Sukumo.
Le 2 mars 2005 la gare est le lieu de l'accident ferroviaire de Sukumo où un Limited Express percute le butoir à 95 km/h ce qui entraine le déraillement d'une voiture qui prend feu après avoir été écrasée par les suivantes ce qui provoque notamment la mort du conducteur, onze blessés et des dégâts matériels importants. La gare est fermée et les travaux de remise en état débutés le 22 août s'achèvent le 28 octobre, la réouverture du trafic ayant lieu le premier novembre.

## Service des voyageurs

### Accueil
C'est une gare voyageurs de la Tosa Kuroshio Railway. Elle dispose d'un bâtiment voyageurs, avec guichet et salle d'attente, ouvert tous les jours. Elle dispose d'équipements et services, notamment des toilettes accessibles aux personnes à mobilité réduite. Un office de tourisme y est installé. La plateforme aérienne est accessible par un escalier et un ascenseur.

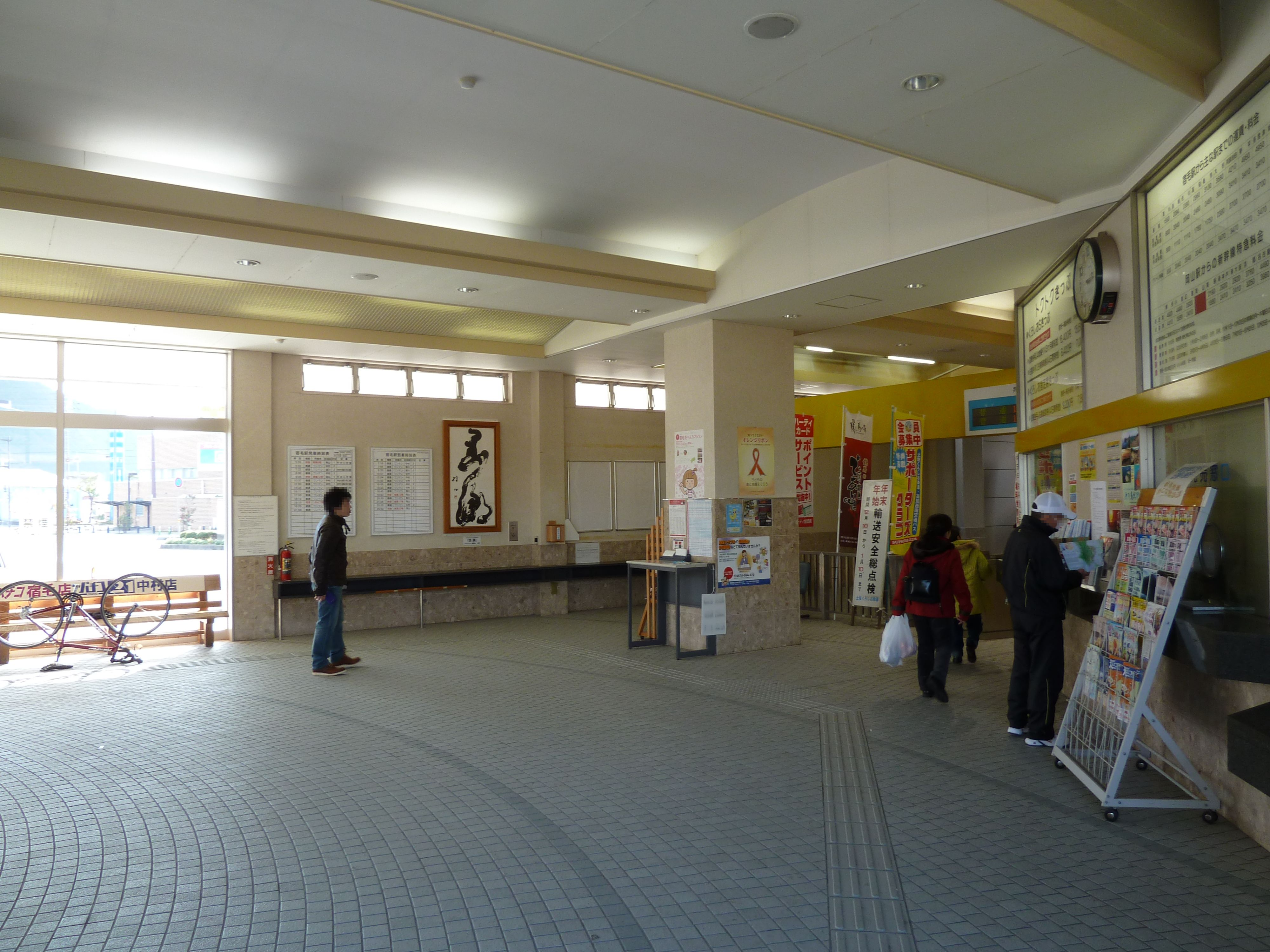
Hall.
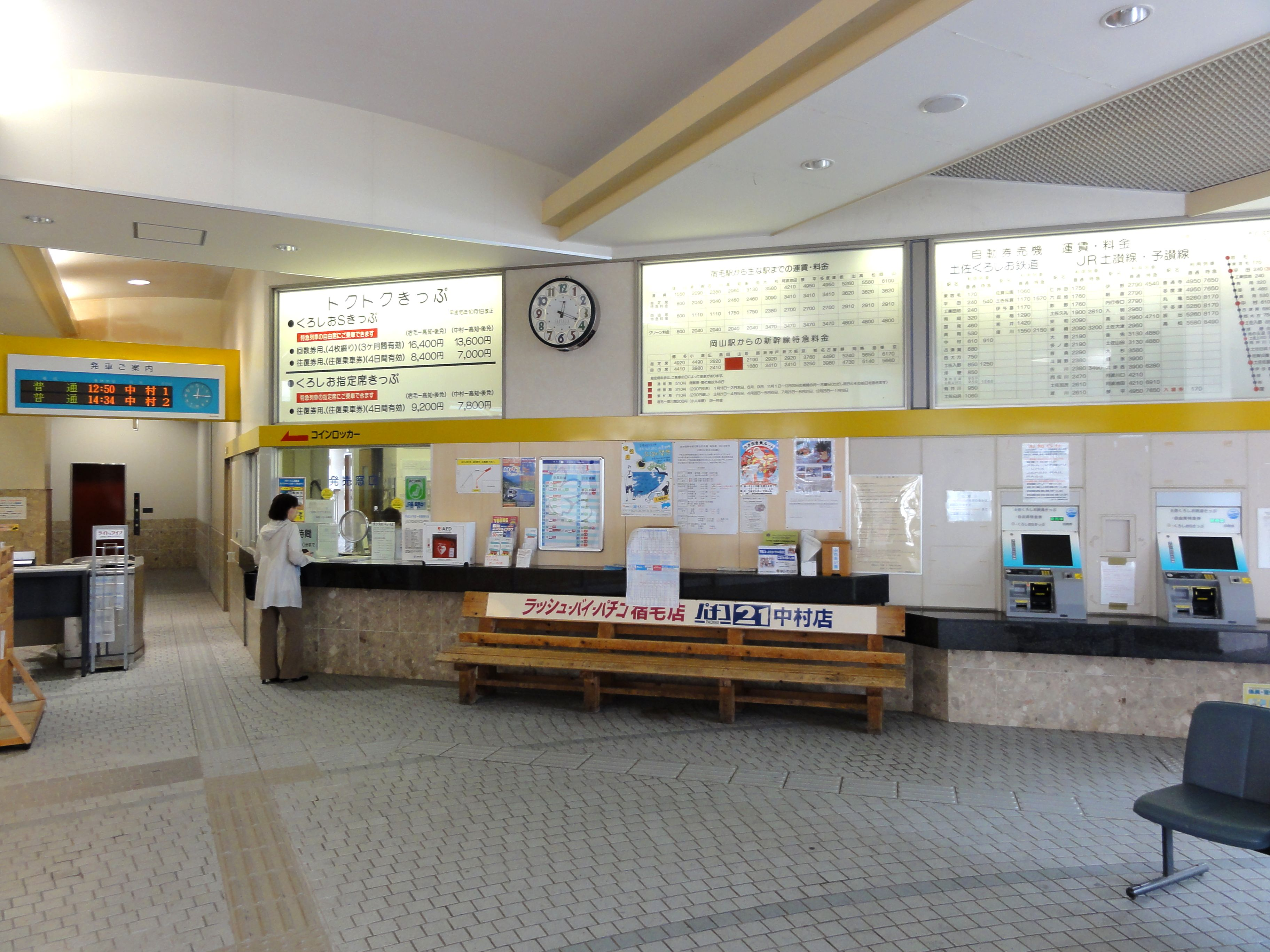
Guichet.
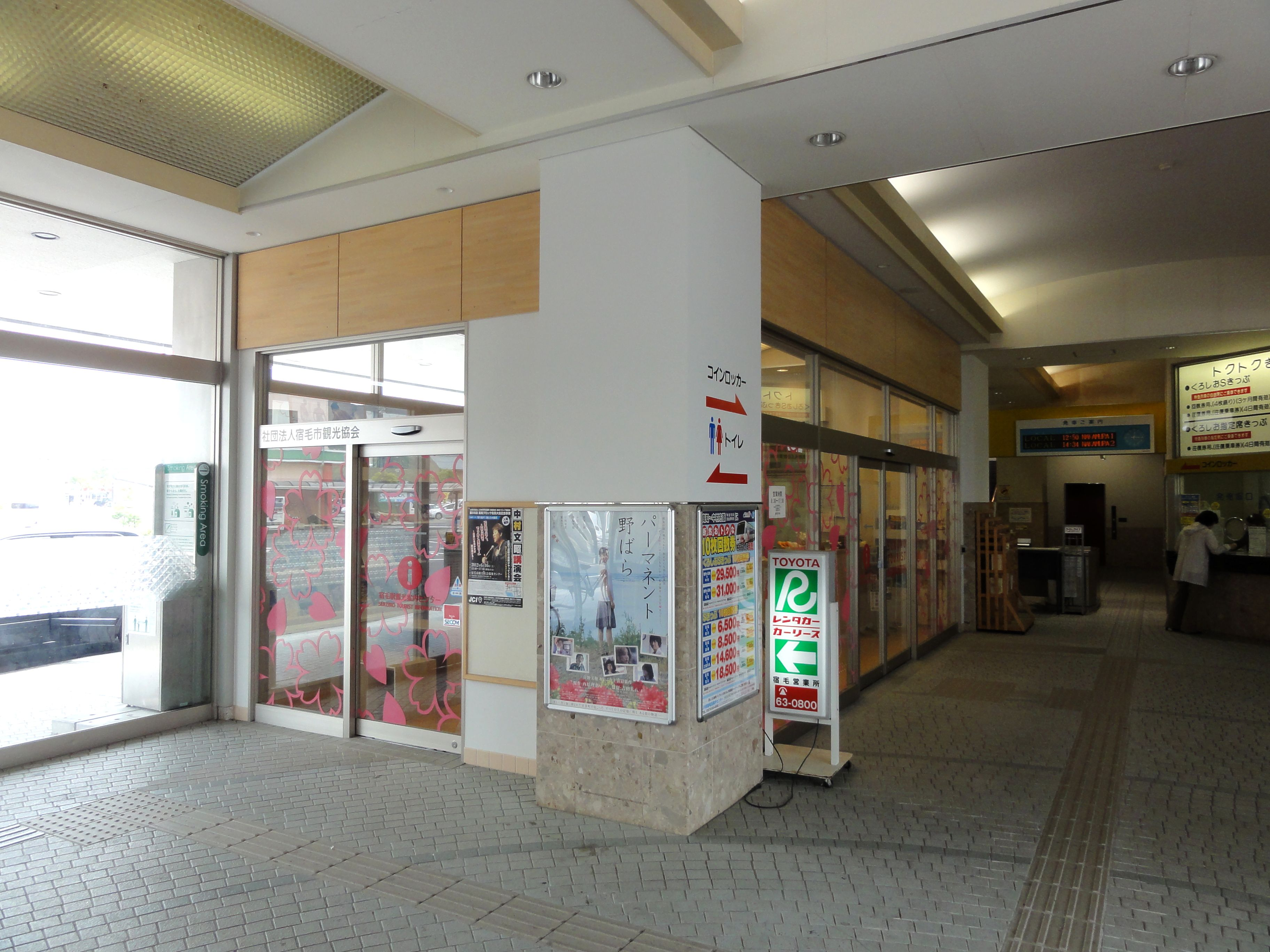
Office du tourisme.

### Desserte
Sukumo (TK47) est le terminus et l'origine des trains Local de la ligne Tosa Kuroshio Sukumo qui circulent entre les gares de Nakamura et de Sukumo.
Elle est également le terminus et l'origine des trains Limited Express, le Shimanto entre Takamatsu et Sukumo, et l'Ashizuri entre Kōchi et Sukumo.

### Intermodalité
Un parc pour les vélos et un parking pour les véhicules y sont aménagés.
Elle est desservie par un service de car grande distance de jour et de nuit opérant jusqu'aux villes de Kōchi, Kobe, Osaka et Tokyo : Shimanto Blue Liner, Shimanto Liner Sango-gô et Shimanto Express du groupe Kochi Seinan Kotsu.
Elle dispose également d'une station de Taxis et permet de rejoindre le port et l'embarcadère des Ferry.

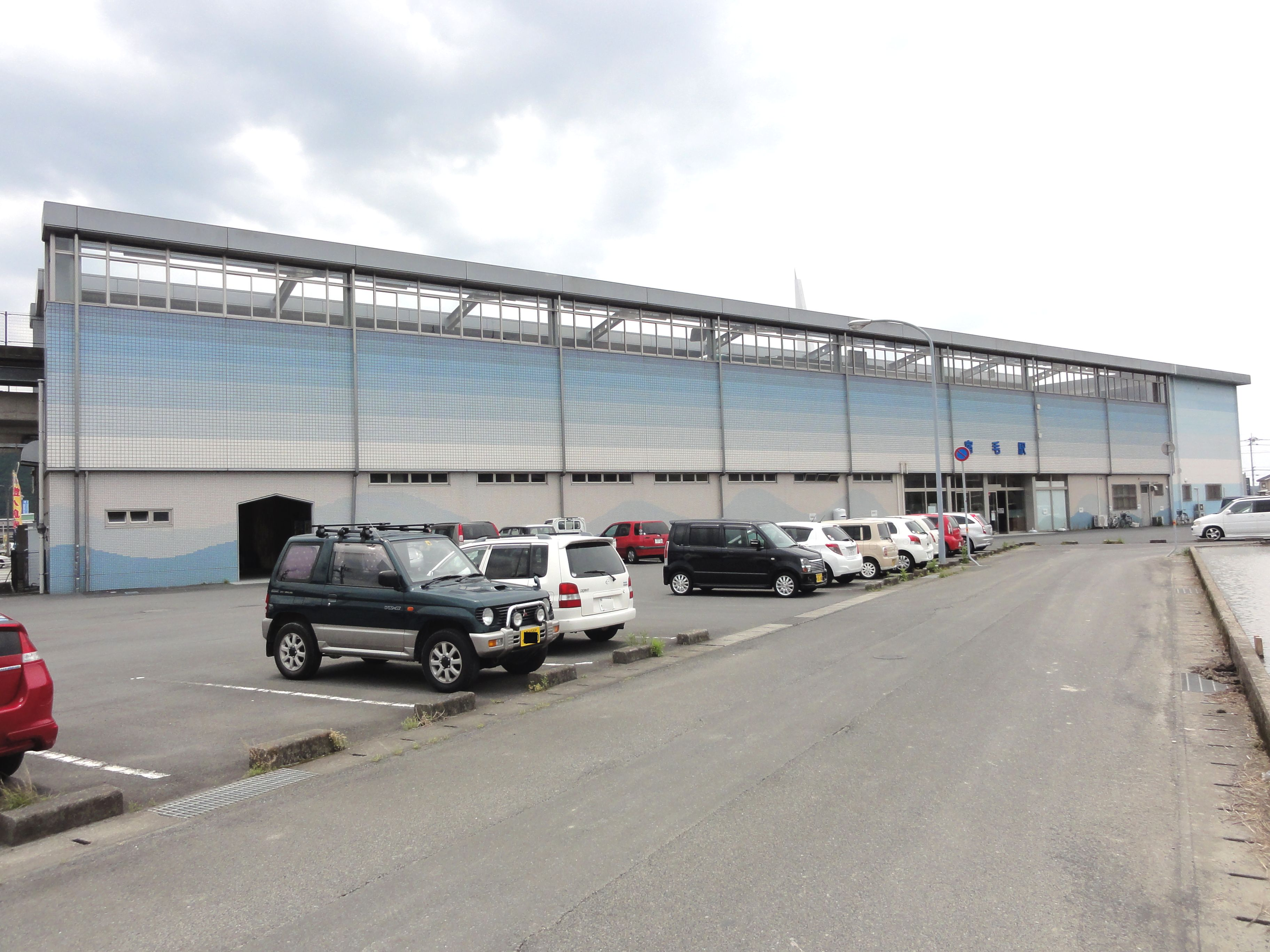
Parking.
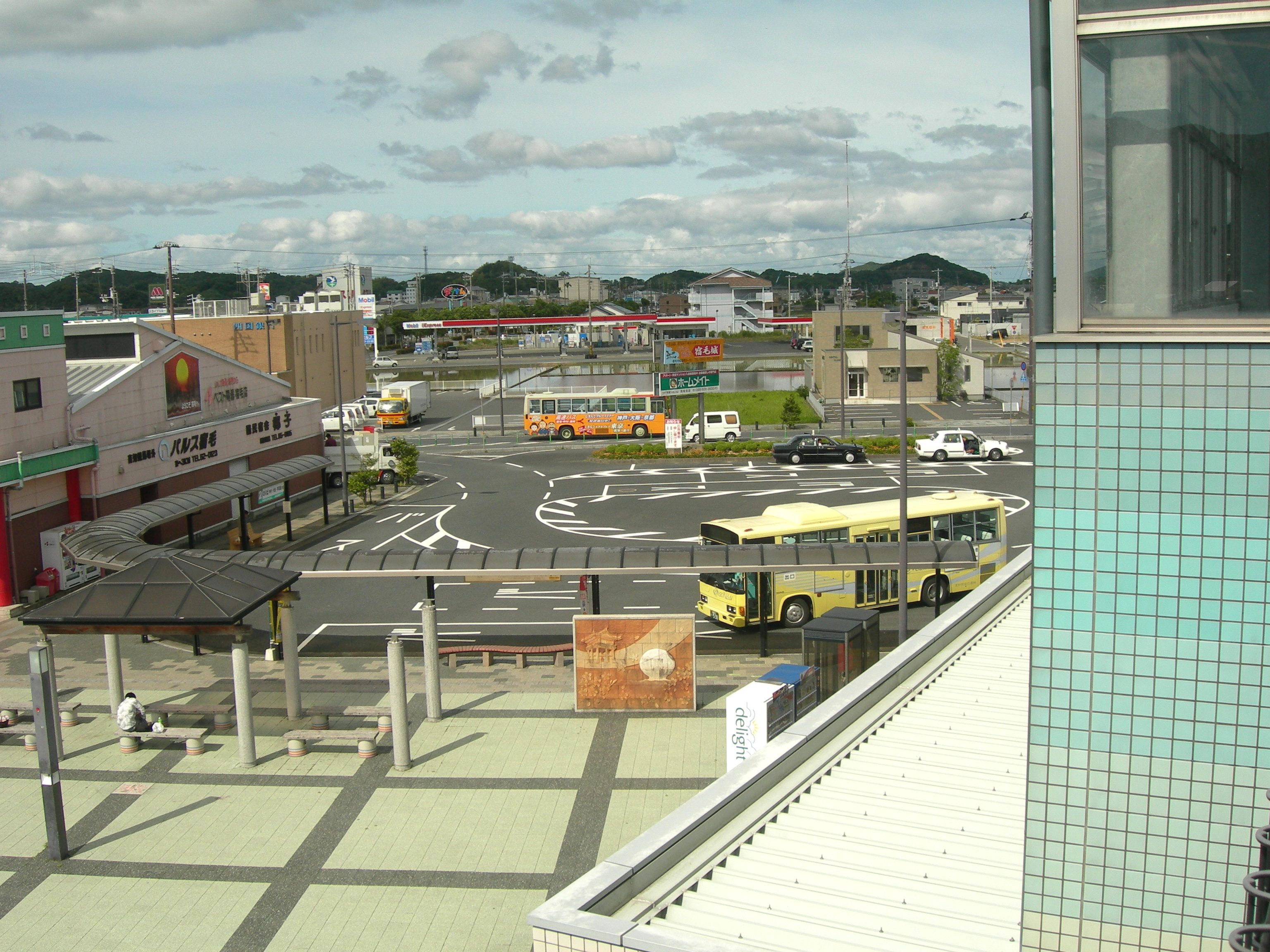
Place.
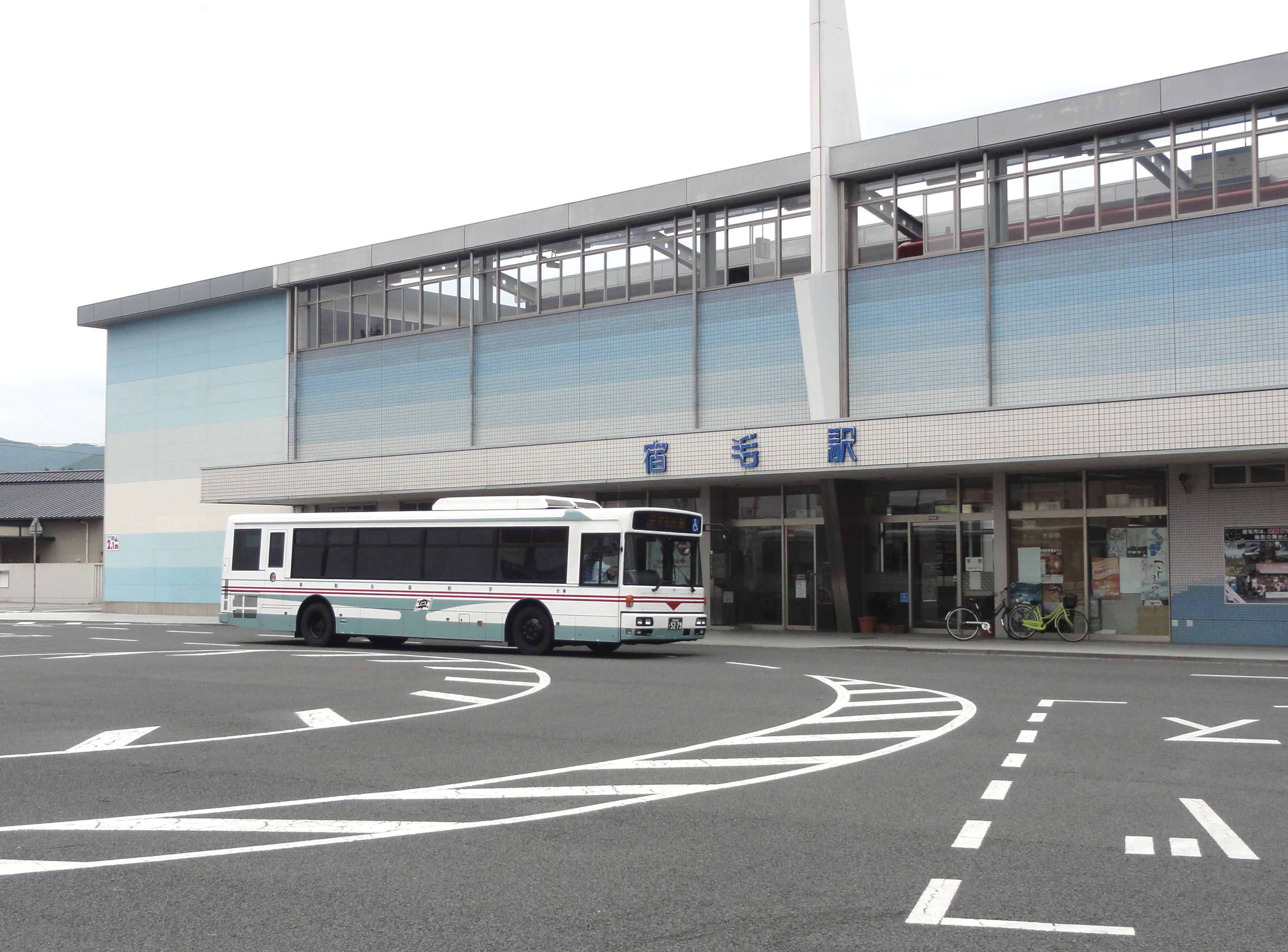
Desserte bus.